# Trientalis
Trientalis es un género de arbustos pertenecientes a la antigua familia  Myrsinaceae, ahora subfamilia Myrsinoideae. Comprende doce especies descritas y de estas, solo 2 aceptadas.

## Taxonomía
El género fue descrito por Carlos Linneo y publicado en Species Plantarum 1: 344. 1753. La especie tipo es: Trientalis europaea L.

## Especies aceptadas
A continuación se brinda un listado de las especies del género Trientalis aceptadas hasta noviembre de 2013, ordenadas alfabéticamente. Para cada una se indica el nombre binomial seguido del autor, abreviado según las convenciones y usos.
- Trientalis borealis Raf.
- Trientalis europaea L.